# Flagge Monacos
Die Flagge Monacos wurde am 4. April 1881 eingeführt.

## Beschreibung und Bedeutung

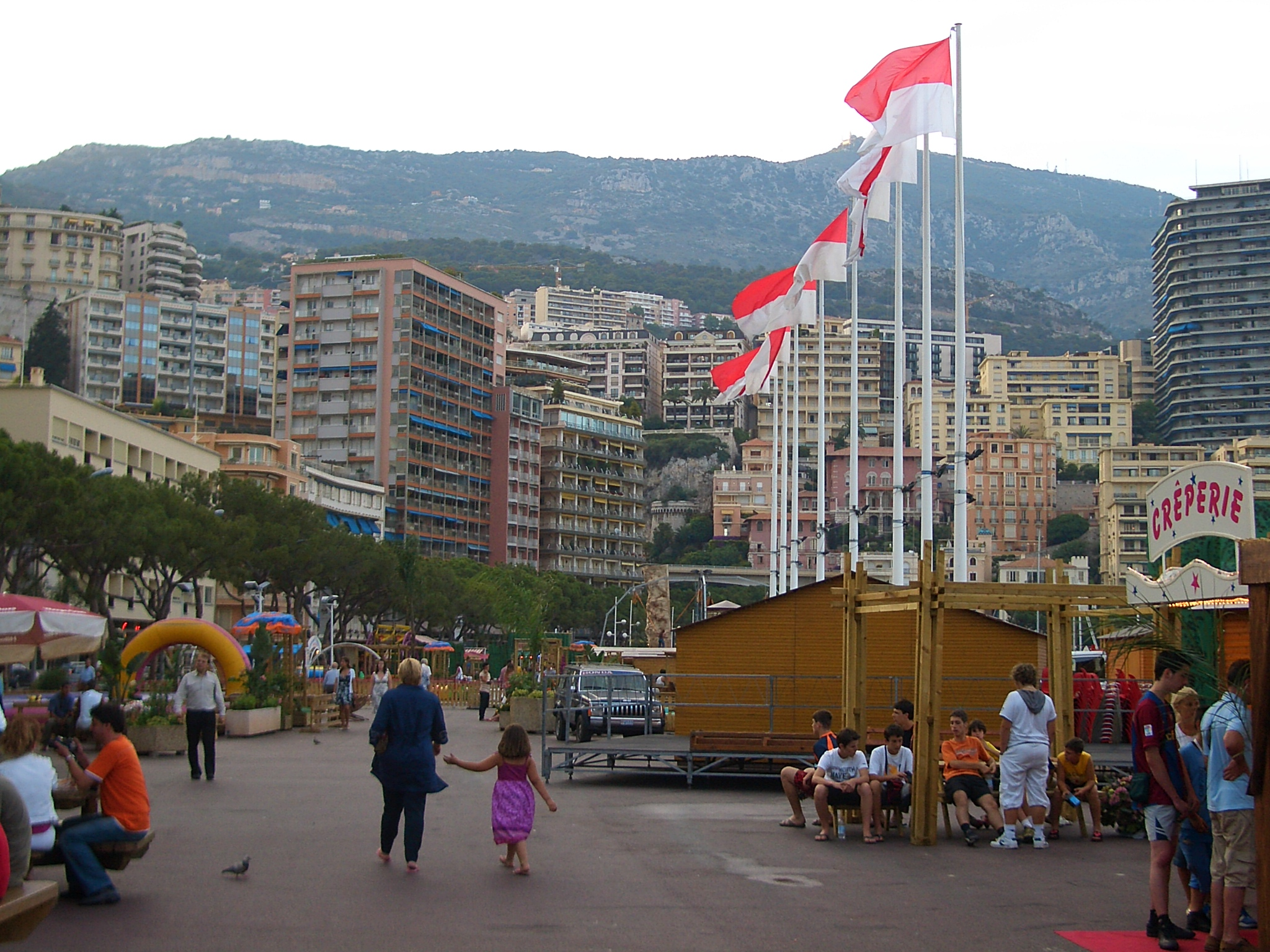
Flaggen in Monaco

Die Nationalflagge besteht aus zwei horizontalen Streifen in Rot und Weiß. Die Farben entstammen dem Fürstenwappen der Familie Grimaldi, die Monaco seit 1297 regiert. Das offizielle Seitenverhältnis beträgt 4:5.

## Geschichte
Die Farben sind bis 1339 bezeugt, allerdings war die Farbanordnung anders als in der heutigen Nationalflagge. So war vor allem im 17. Jahrhundert eine rot-weiße Rautenflagge, ein Wappenbanner, im Gebrauch, das auch heute noch als inoffizielle Nationalflagge Verwendung findet. Die heutige Form wurde am 4. April 1881 durch eine Verordnung festgelegt.

## Weitere Flaggen
Die „Fürstliche Flagge“ zeigt das Wappen des Hauses der Grimaldis auf weißem Grund. Sie dient als Dienst- und Kriegsflagge. Die Standarte von Fürst Albert II. zeigt zwei rote „A“ unter einer Krone auf weißem Grund.

Flaggen Monacos
Fürstliche Flagge
Standarte des Fürsten Albert II.
Die inoffizielle Rautenflagge

## Sonstiges
Dieselbe Farbanordnung ist in vielen Flaggen weltweit verbreitet. So findet man sie auch bei der Flagge Indonesiens, die aber ein offizielles Seitenverhältnis von 2:3 hat, und den Landesflaggen Hessens und Brandenburgs mit dem Seitenverhältnis 3:5.